# Megalomma vesiculosum
Megalomma vesiculosum är en ringmaskart som först beskrevs av Montagu 1815. Enligt Catalogue of Life ingår Megalomma vesiculosum i släktet Megalomma och familjen Sabellidae, men enligt Dyntaxa är tillhörigheten istället släktet Megalomma och familjen Sabellariidae. Arten har ej påträffats i Sverige. Inga underarter finns listade i Catalogue of Life.